# София фон Вителсбах
София фон Вителсбах (на немски: Sophia fon Wittelsbach; * 1170, † 10 юли 1238) е дъщеря на Ото I, пфалцграф и херцог на Бавария, и съпругата му Агнес фон Лоон.

## Фамилия
През 1196 г. София се омъжва за ландграф Херман I от Тюрингия (1152 – 1217); тя е втората му съпруга. Те имат децата:
- Ирмгард (* 1196, † 1244), ∞ 1211 княз Хайнрих I от Анхалт
- Херман (* пр. 1200, † 1216)
- Лудвиг IV Светия (* 1200, † 1227), 1217 – 1227 ландграф на Тюрингия, ∞ 1221 Св. Елисавета (1207 – 1231, 1235 Светия), дъщеря на крал Андраш II от Унгария
- Хайнрих Распе IV (1204 – 1247), 1227 – 1247 ландграф на Тюрингия, 1246/1247 римско-немски гегенкрал
- Агнес (* 1205, † пр. 1247), ∞ 1225 Хайнрих Жестоки Бабенберг (* 1208, † 1228), син на херцог Леополд VI Бабенберг и Теодора Ангелина, ∞ 1229 херцог Албрехт I от Саксония (* 1175, † 1261)
- Конрад (* 1206/1207, † 1240), 1239/1240 Велик магистър на Тевтонския орден

София умира на 10 юли 1238 г. и е погребана в манастир „Св. Катарина“ в Айзенах.